# Balé da Cidade de São Paulo
O Balé da Cidade de São Paulo é uma companhia de balé contemporâneo existente na cidade de São Paulo e um dos corpos estáveis do Theatro Municipal de São Paulo. Atualmente sob direção de Ismael Ivo, o grupo é formado por 34 bailarinos de sólida formação artística e atua na programação do Theatro Municipal. Apresenta-se muitas vezes ao lado da Orquestra Sinfônica Municipal de São Paulo, Coro Lírico Municipal de São Paulo, Coral Paulistano Mário de Andrade, Orquestra Experimental de Repertório e do Quarteto de Cordas da Cidade de São Paulo.

## Histórico
A companhia de balé foi criada em 7 de Fevereiro de 1968 na gestão do prefeito Faria Lima, no auge da ditadura militar. Inicialmente o grupo chamava-se Corpo de Baile Municipal e foi formado por muitos bailarinos oriundos da Escola Municipal de Bailado. Seu primeiro diretor foi Johnny Franklin e na época a companhia seguia o estilo europeu, com coreografias clássicas que acompanhavam as óperas encenadas no Theatro Municipal de São Paulo.
A partir de 1974, sob direção de Antonio Carlos Cardoso, Iracity Cardoso e Marilena Ansaldi, o grupo deixou o clássico e adotou o perfil de dança contemporânea e tornou-se presença destacada no cenário da dança da América do Sul.
Em 25 de setembro de 1981 a companhia passou a se chamar Balé da Cidade de São Paulo e Klauss Vianna assumiu a direção do grupo em 1982. Esta década foi marcada pelo experimentalismo e os bailarinos eram encorajados a contribuir com suas próprias idéias coreográficas. Ler jornais, exercitar a expressão verbal, discutir assuntos relacionados à realidade pessoal, social ou da própria classe artística, tornaram-se parte do dia-a-dia do elenco. Klauss Vianna acreditava que dançar é conseqüência de uma busca interna e dizia: “Ninguém chega ao universal sem encontrar a sua própria identidade”.
Por estar ligado a Prefeitura Municipal de São Paulo, o BCSP sofre interferências a cada troca de mandato. Na gestão de Jânio Quadros, na década de 80, todos os corpos artísticos do Theatro Municipal de São Paulo – incluindo a companhia de balé – foram proibidos de apresentar-se fora da cidade de São Paulo e de contratar homossexuais. Jânio Quadros também extinguiu o curso noturno de balé para homens da Escola Municipal de Bailado, proibindo também a entrada de homossexuais na instituição. Após criticar a medida do prefeito, Klauss Vianna foi agredido em frente à sua casa.
Em 1999, à procura de novas tendências da dança, o Balé da Cidade renova seu grupo de bailarinos, entretanto mantêm seu elenco inicial com bailarinos experientes para compor um novo grupo, Companhia 2. Essa nova companhia busca até hoje a prática de questões atuais que envolvem o universo da dança, como a troca de experiência com artistas do Brasil e exterior visando abrir novos horizontes para a dança brasileira. Junto com a Cia 2, o BCSP renova-se, desenvolve trabalhos paralelos, gratuitos e abertos ao público em geral, como: oficinas, cursos, debates, encontros com personalidades, ações sociais, intercâmbio com universidades, mostras de coreografia, fotografia, vídeo, dinamizando seu espaço e partilhando seu patrimônio pessoal e cultural com a população da cidade.
Com quase 50 anos de existência, o Balé da Cidade de São Paulo possui em seu repertório obras de coreógrafos conceituados, com sucesso de crítica e público. A companhia tem em seu currículo 58 prêmios e 17 turnês internacionais em cidades da Europa, Ásia, Oriente Médio, América do Sul e América do Norte.